# Lisa Brokop

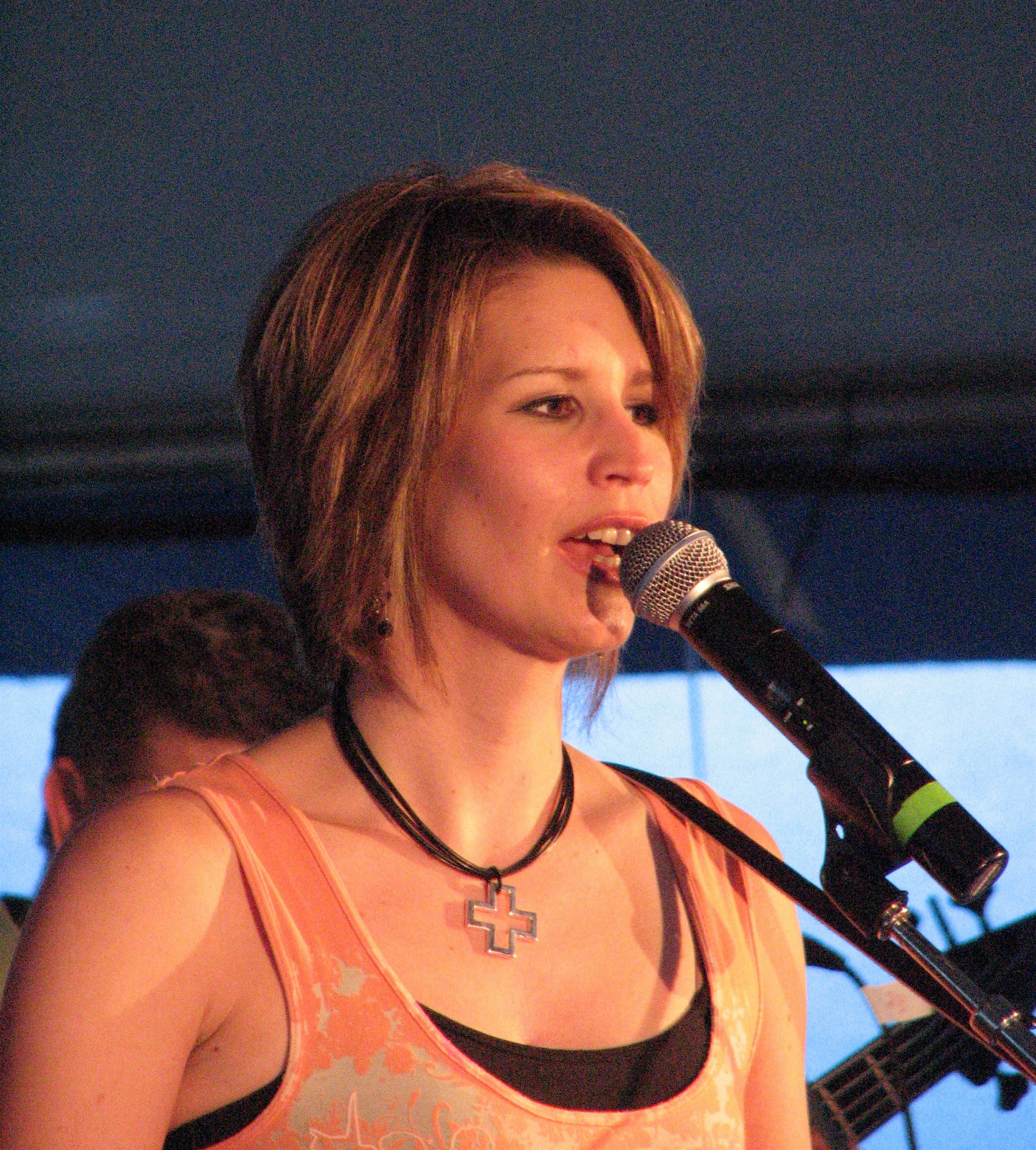
Lisa Brokop im Jahr 2006

Lisa Ann Brokop (* 6. Juni 1973 in Surrey, British Columbia) ist eine kanadische Country-Sängerin und -Songschreiberin.

## Karriere
Lisa Brokop begann mit der Musik schon in jungen Jahren. Als 12-jähriges Mädchen gewann sich erste Nachwuchswettbewerbe und trat bei Festivals und Jamborees auf. Brokops kräftige, für ihr Alter sehr reife Stimme fiel schließlich dem Country-Musiker Tommy Hunter auf, der sie 1989 in seiner Show auftreten ließ. Im Jahr darauf erschien ihre erste Single Daddy Sing to Me, die auch auf ihrem 1991 erschienenen Debütalbum My Love enthalten ist. Dieses Werk erschien bei einem kleinen Indie-Label. Ein Jahr später brachte auch die Mitwirkung in der musikalischen Komödie Harmony Cats einige Aufmerksamkeit. Hier war Brokop an der Seite von Hoyt Axton und Kim Coates zu sehen. Dieser Ausflug in die Filmwelt sollte allerdings eine Ausnahme bleiben.
Eine größere Plattenfirma nahm sich Brokop erst 1994 mit dem Album Every Little Girl’s Dream an. Patriot, ein Schwesterlabel von Liberty, öffnete der Sängerin auch den US-amerikanischen Markt. Die Singles Give Me a Ring Sometime und Take That waren 1994 ihre ersten kleineres Hit in den Country-Charts von Billboard, jeweils auf Platz 52. Bis 1999 gelangen Brokop insgesamt neun Hits, jedoch schaffte keine Single den Sprung unter die Top 40.
Every Little Girl’s Dream war jedoch Brokops größter Albumerfolg in Kanada, für den sie ihre einzige Gold-Auszeichnung für über 50.000 verkaufte Einheiten in Empfang nehmen durfte. Zwei Jahre später, Brokop war mittlerweile bei Capitol unter Vertrag, erschien das schlicht Lisa Brokop betitelte nächste Album der Sängerin. In den USA erreichten die Singles She Can’t Save Him und Before He Kissed Me die hinteren Plätze der Charts. Ein Jahr später wurde Brokop erstmals mit Kanadas wichtigster Country-Auszeichnung, dem Canadian Country Music Award (CCMA), ausgezeichnet. Mit Duane Steele wurde sie als Duo des Jahres ausgezeichnet. Seit 1991 war sie bereits etliche Male nominiert gewesen, darunter 1991 als Newcomerin des Jahres sowie als beste Sängerin und für die beste Single und das beste Album des Jahres.
Ab 1998, nach einem weiteren Labelwechsel, von Capitol zu Columbia, war Brokop mehr in das Songwriting ihrer Lieder involviert. Drei Singles erreichten die Country-Charts, da sie aber keine hohe Notierungen erreichten, verzichtete Columbia auf die Veröffentlichung von When You Get to Be You in den USA. In Kanada war das Werk erfolgreicher und mit Better Off Broken erreichte Brokop erstmals die Top 10 der Country-Single-Charts.
Die Labelwechsel setzen sich auch in den folgenden Jahren fort, jedoch erschienen immer wieder neue Alben von Brokop, meist bei Indie-Labels. Der US-amerikanische Mainstream-Markt in Nashville hatte die Sängerin zu diesem Zeitpunkt bereits endgültig aufgegeben. Zwischen 2001 und 2003 wurde Brokop drei Jahre in Folge als „Independent Female Artist of the Year“ bei den CCMAs ausgezeichnet. Kanadische Country-Hits wie Something Undeniable (2000) oder Break It (2008), beide Top 20, rundeten das Jahrzehnt ab.
2011 bildete Brokop gemeinsam mit ihrem Ehemann Paul Jefferson das Duo The Jeffersons, das ein gleichnamiges Album veröffentlichte. Als Solistin erreichte sie 2013 und 2014 mit den Singles Let It Burn und Love Me If You Can erneut die kanadischen Country-Charts.
Brokops bislang letztes Album The Patsy Cline Project erschien 2017, das sie auch live präsentierte. Neben diesem Tribut an die Country-Legende Patsy Cline, kündigte sie 2018 außerdem die Tournee Legendary Ladies of Country an, bei der sie Songs von Künstlerinnen singen wird, die sie nachhaltig beeinflusst haben: Loretta Lynn, Tammy Wynette, Tanya Tucker oder Emmylou Harris.

## Diskografie

### Alben
| Jahr | Titel       | Höchstplatzierung, Gesamtwochen, AuszeichnungChartsChartplatzierungen (Jahr, Titel, Platzierungen, Wochen, Auszeichnungen, Anmerkungen) | Anmerkungen |
| Jahr | Titel       | Country | Anmerkungen |
| ---- | ----------- | --- | ----------- |
| 1996 | Lisa Brokop | Country74 (1 Wo.)Country |             |

Weitere Alben
- 1991: My Love
- 1994: Every Little Girl’s Dream (CA: Gold)[5]
- 1998: When You Get to Be You
- 2000: Undeniable
- 2005: Hey, Do You Know Me
- 2008: Beautiful Tragedy
- 2011: The Jeffersons, Vol. 1 (mit Paul Jefferson)
- 2015: The Patsy Cline Project

### Singles
| Jahr | Titel Album                                       | Höchstplatzierung, Gesamtwochen, AuszeichnungChartsChartplatzierungen (Jahr, Titel, Album, Platzierungen, Wochen, Auszeichnungen, Anmerkungen) | Anmerkungen |
| Jahr | Titel Album                                       | Country | Anmerkungen |
| ---- | ------------------------------------------------- | --- | ----------- |
| 1994 | Give Me a Ring Sometime Every Little Girl’s Dream | Country52 (10 Wo.)Country |             |
| 1994 | Take That Every Little Girl’s Dream               | Country52 (20 Wo.)Country |             |
| 1995 | One of Those Nights Every Little Girl’s Dream     | Country64 (5 Wo.)Country |             |
| 1995 | Who Needs You Every Little Girl’s Dream           | Country60 (7 Wo.)Country |             |
| 1995 | She Can’t Save Him Lisa Brokop                    | Country55 (12 Wo.)Country |             |
| 1996 | Before He Kissed Me Lisa Brokop                   | Country63 (7 Wo.)Country |             |
| 1998 | How Do I Let Go When You Get to Be You            | Country59 (7 Wo.)Country |             |
| 1998 | When You Get to Be You                            | Country64 (3 Wo.)Country |             |
| 1999 | Ain’t Enough Roses When You Get to Be You         | Country65 (3 Wo.)Country |             |

Weitere Singles
- 1990: Daddy, Sing to Me
- 1991: Old Mister Moon
- 1992: Time to Come Back Home
- 1992: My Love
- 1993: Country Girl
- 1994: Stand by Your Man
- 1996: West of Crazy
- 1998: What’s Not to Love
- 1999: Better Off Broken
- 1999: Cool Summer Night
- 2000: Something Undeniable
- 2001: Keep Mom and Dad in Love (mit Hal Ketchum)
- 2001: I’d Like to See You Try
- 2001: Say
- 2002: Whiskey and Wine
- 2004: Wildflower
- 2004: Hey, Do You Know Me
- 2005: Ladylike
- 2005: Big Picture
- 2008: Break It
- 2008: November Trees
- 2009: Shackin’ Up
- 2009: Just Another Song (You Won’t Hear on the Radio)
- 2013: Let It Burn
- 2014: Love Me If You Can